# Kotlina Hornadzka

Położenie Kotliny Hornadzkiej w obrębie Centralnych Karpat Zachodnich

Kotlina Hornadzka (514.73; słow. Hornadska kotlina) – jednostka geomorfologiczna w Centralnych Karpatach Zachodnich na Słowacji, stanowiąca południowo-wschodnią część Obniżenia Liptowsko-Spiskiego.
Od południa Kotlinę ograniczają Rudawy Spiskie i Góry Straceńskie (Słowacki Raj), od zachodu Niżne Tatry i Kozie Grzbiety. Na północnym zachodzie Kotlina Hornadzka przechodzi w Kotlinę Popradzką. Granica między Kotlinami Popradzką i Hornadzką przechodzi na wschód od wsi Jánovce, między wschodnim krańcem Kozich Grzbietów a południowo-zachodnim skrajem Gór Lewockich (według innych podziałów Karpat Kotliny Popradzka i Hornadzka tworzą razem Kotlinę Spiską). Od północy Kotlinę Hornadzką ograniczają Góry Lewockie, natomiast od wschodu – Branisko. Geografowie słowaccy dzielą Kotlinę Hornadzką na cztery mniejsze jednostki (Vikartovská priekopa, Hornadske podolie, Medvedie chrbty i Podhradská kotlina).
Wzdłuż południowego ograniczenia kotliny w kierunku z zachodu na wschód płynie Hornad, którego najważniejszymi dopływami (lewobrzeżnymi) są spływające z północy Potok Lewocki i Margecianka. Najwyższym punktem kotliny jest szczyt Kačelák (677 m n.p.m.), najniższym – tok Hornadu przed Margecanami.
Z uskokami tektonicznymi na terenie kotliny łączy się występowanie licznych źródeł mineralnych (m.in. w takich miejscowościach, jak Baldovce, Dobrá Voľa, Dúbrava, Sivá brada i Slatvina). Na terenie kotliny znajdują się największe na Słowacji pokłady trawertynu. W rejonie miasta Spiskie Podgrodzie wytworzyl się ciąg siedmiu rozległych trawertynowych wzgórz (Dreveník, Sivá brada, Sobotisko, Pažica, Spišský hrad, Ostrá hora i Kamenec).
W Kotlinie Hornadzkiej znajduje się centrum wielkiej historycznej krainy Słowacji – Spisza, w tym stare, zabytkowe miasta: Lewocza, Spiska Nowa Wieś, Spiskie Podgrodzie i Spiskie Włochy. Przez kotlinę wiedzie najważniejszy szlak komunikacyjny z zachodu na wschód Słowacji z autostradą D1 (w większości dopiero w planowaniu) i linią kolejową Poprad – Margecany (część historycznej Kolei Koszycko-Bogumińskiej).